# Alexander Mojžiš
Alexander Mojžiš (Krupina, 2 gennaio 1999) è un calciatore slovacco, difensore del Ružomberok.

## Caratteristiche tecniche
È un terzino sinistro.

## Carriera

### Club
Cresciuto nel settore giovanile del Podbrezová, ha esordito in prima squadra il 19 maggio 2018 in occasione dell'incontro di Superliga vinto 1-0 contro il ViOn Z.M.. Nel mercato estivo del 2019 è stato ceduto al Ružomberok.

### Nazionale
Ha giocato nella nazionale slovacca Under-21.

## Statistiche
Statistiche aggiornate al 19 novembre 2020.

### Presenze e reti nei club
| Stagione        | Squadra         | Campionato      | Campionato | Campionato | Coppe nazionali | Coppe nazionali | Coppe nazionali | Coppe continentali | Coppe continentali | Coppe continentali | Altre coppe | Altre coppe | Altre coppe | Totale | Totale | Totale |
| Stagione        | Squadra         | Comp            | Pres       | Reti       | Comp            | Pres            | Reti            | Comp               | Pres               | Reti               | Comp        | Pres        | Reti        | Pres   | Reti   |        |
| --------------- | --------------- | --------------- | ---------- | ---------- | --------------- | --------------- | --------------- | ------------------ | ------------------ | ------------------ | ----------- | ----------- | ----------- | ------ | ------ | ------ |
| 2017-2018       | Podbrezová II   | 1L              | 13         | 0          |                 | -               | -               |                    | -                  | -                  |             | -           | -           | 13     | 0      |        |
| 2017-2018       | Podbrezová      | SL              | 1          | 0          | CS              | 0               | 0               |                    | -                  | -                  |             | -           | -           | 1      | 0      |        |
| 2018-2019       | Podbrezová      | SL              | 17         | 1          | CS              | 2               | 0               |                    | -                  | -                  |             | -           | -           | 19     | 1      |        |
| 2019-2020       | Ružomberok B    | 1L              | 1          | 0          |                 | -               | -               |                    | -                  | -                  |             | -           | -           | 1      | 0      |        |
| 2019-2020       | Ružomberok      | SL              | 24         | 2          | CS              | 6               | 0               | UEL                | 2                  | 0                  |             | -           | -           | 32     | 2      |        |
| 2020-2021       | Ružomberok      | SL              | 8          | 0          | CS              | 0               | 0               | UEL                | 1                  | 0                  |             | -           | -           | 9      | 0      |        |
| Totale carriera | Totale carriera | Totale carriera | 64         | 3          |                 | 8               | 0               |                    | 3                  | 0                  |             | -           | -           | 75     | 3      |        |

## Palmarès

### Competizioni nazionali
- Coppa di Slovacchia: 1

Ružomberok: 2023-2024